# Pico Basile
Pico Basile är ett berg i Ekvatorialguinea.   Det ligger i provinsen Provincia de Bioko Norte, i den nordvästra delen av landet, 18 km söder om huvudstaden Malabo. Toppen på Pico Basile är 3 011 meter över havet. Pico Basile ligger på ön Isla de Bioko. Det ingår i Cerros de los Loros.
Terrängen runt Pico Basile är huvudsakligen bergig, men den allra närmaste omgivningen är kuperad. Pico Basile är den högsta punkten i trakten. Runt Pico Basile är det ganska tätbefolkat, med 160 invånare per kvadratkilometer. Närmaste större samhälle är Malabo, 18,1 km norr om Pico Basile. I omgivningarna runt Pico Basile växer i huvudsak städsegrön lövskog.